# أرمس أيكيا
أرمس أيكيا (Armas Äikiä؛ بوهايارفي، 14 مارس 1904 - هلسنكي، 20 نوفمبر 1965) كاتب وصحافي شيوعي فنلندي. كتب نشيد جمهورية الكاريل فنلندية الاشتراكية السوفيتية . مزدوج الجنسية ، نظم العديد من القصائد نـُشرت في الاتحاد السوفيتي. كان أيكيا أحد القلائل من الكتاب والساسة الفنلنديين في المنفى في سنوات الثلاثينات والأربعينات الذين نجوا من إرهاب ستالين ومعسكرات العمل القسري.
شارك في حكومة جمهورية فنلندا الشعبية قصيرة العمر.
عاد إلى فنلندا عندما تم حظر الحزب الشيوعي الفنلندي، قضى سنوات في سجن وكتب قصائد جريئة.